# Aplomya conglomerata
Aplomya conglomerata là một loài ruồi trong họ Tachinidae.